# 에위스테인 올라프손
에위스테인 올라프손(고대 노르드어: Eysteinn Óláfsson), 게일어로는 에스틴 막 아믈리브(아일랜드어: Oistin mac Amlaíb, ? ~ 875년)는 9세기의 노르드인 또는 노르드게일인 지도자로 혹설은 더블린 왕국의 왕이라고도 한다. 올라프 코눙그의 아들로 이바르 왕조의 창건자인 이바르의 조카가 된다. 노르드어 이름과 게일어 이름 모두 "올라프(= 아믈라브)의 아들 에위스테인(= 에스틴)"이라는 뜻이다. 일각에서는 노르드어 사가들에서 나타나는 토르스테인 라우드가 에위스테인과 동일인이라고도 한다.
| 이바르 | 제2대 더블린 국왕 (바르드와 공동통치) 873년–875년 | 바르드 이바르손 할프단 라그나르손 |